# Emiši
Emiši (japonsky 蝦夷, Emiši, též Ebisu či Ezo), napsáno znaky kandži znamená doslova „krevetoví (humří) barbaři“, bylo starobylé etnikum, tedy národ, který obýval části ostrova Honšú, zejména pak severovýchodní oblast Tóhoku, jež bývá v soudobých pramenech nazývána rovněž Mičinoku (みちのく), tedy nejzazší část cesty. 
První písemná zmínka o Emiších, kterou lze potvrdit vnějšími zdroji, pochází z čínských záznamů z 5. století našeho letopočtu, kde je toto etnikum označováno jako mao-žen (毛人, pchin-jinem máorén, bopomofo ㄇㄠˊ ㄖㄣˊ‎) neboli „chlupatí lidé. Některé kmeny Emišů vzdorovaly centrální japonské vládě během panování různých císařů v obdobích Asuka a Nara a raného Heian (7. až 10. století).
Původ tohoto etnika je sporný. Obecně se má za to, že pochází z kmenů lidu kultury Džómon, zejména z období Zoku-Džómon či Epi-Džómon (asi 340 př. n. l. – 700 n. l.). Řada badatelů je toho názoru, že Emiši byli příbuzní s národem Ainuů, ačkoli přesný vztah mezi nimi zůstává nadále sporný.  Příslušníci národa Emiši , kteří obývali severní Honšú, sestávali pravděpodobně z několika kmenů, kam patřili lidé z doby před ainuským osídlením, nejamatští Japonci a lidé rozličného původu, kteří se sjednotili a vzdorovali rozpínavosti říše Jamato. Předpokládá se, že přinejmenším někteří Emiši hovořili ranou variantou ainštiny nebo jazykem podobným ainštině, zatímco někteří mohli hovořit odlišnými Japonsko-rjúkjúskými jazyky podobnými historickému dialektu Umpaku/Izumo.

## Etymologie
První písemná zmínka o Emiších se nachází v čínském historickém textu Kniha Sung z let 492–493, kde se o nich hovoří jako o „chlupatých lidech“. Píše se zde o „pětapadesáti královstvích (国) chlupatého lidu (毛人) východu“. Text je podán jako zpráva krále Wu (Bu) (武), posledního z Pěti králů Wa (Japonska). 
První zaznamenané použití japonského výrazu Emiši se nachází v kronice Nihonšoki z roku 720, kde se vyskytuje ve fonetické podobě (愛瀰詩) pro emi1si, a sice ve vzpomínce císaře Džimmua, v níž stojí, že než se stal japonským císařem, porazilo jeho vojsko skupinu bojovníků Emiši. Podle Nihonšoki navrhl legendární japonský státník-hrdina Sukune Takenouči za vlády císaře Keikóa, aby si Japonci podmanili barbary Emiši z oblasti Hitakami na východě Japonska.
V pozdějších zápisech se pravopis kandži změnil na 蝦夷, zápis složený ze znaku pro krevetu, garnáta či humra a znaku pro divocha, barbara či necivilizovaného člověka. V badatelských kruzích se předpokládá, že použití znaku pro krevetu odkazuje na lidské vousy, jež jsou souznačné s dlouhými vousy krevet, ale není to zcela jisté. Znak pro barbara jasně popisoval člověka žijícího mimo hranice rodícího se japonského císařství, které samo sebe považovalo za šiřitele civilizace. Císařský dvůr Jamato tak mohl ospravedlnit svoje dobyvačné výboje. Tento zápis znaky kandži se poprvé objevil v textech říše Tchang, v nichž je popsáno setkání se dvěma Emiši, které si japonský vyslanec přivezl s sebou do Číny. Zápis znaky kandži mohl být převzat z Číny. 
Nejstarší doložená výslovnost emi1si možná pochází ze starojaponštiny, zřejmě z výrazu jumiši, což znamená výrobce luků, nicméně někteří badatelé jsou toho názoru, že pochází spíš z ainského pojmenování pro meč ─ emuši. Teorie ohledně výrazu jumiši má háček v tom, že starojaponský výraz pro výrobce luků byl 弓削 (juge), zatímco výraz 弓師 (jumiši) není až do počátku 17. století nikterak doložen. Mezitím byla pozdější výslovnost Ebisu (odvozená od Emiši) psána také 戎, což rovněž znamená válečník. To je zřejmě v souladu s možností metonymického odvození výrazu Emiši z ainského pojmenování meče, kde byl výraz pro meč použit ve významu „válečník“. 

## Historie

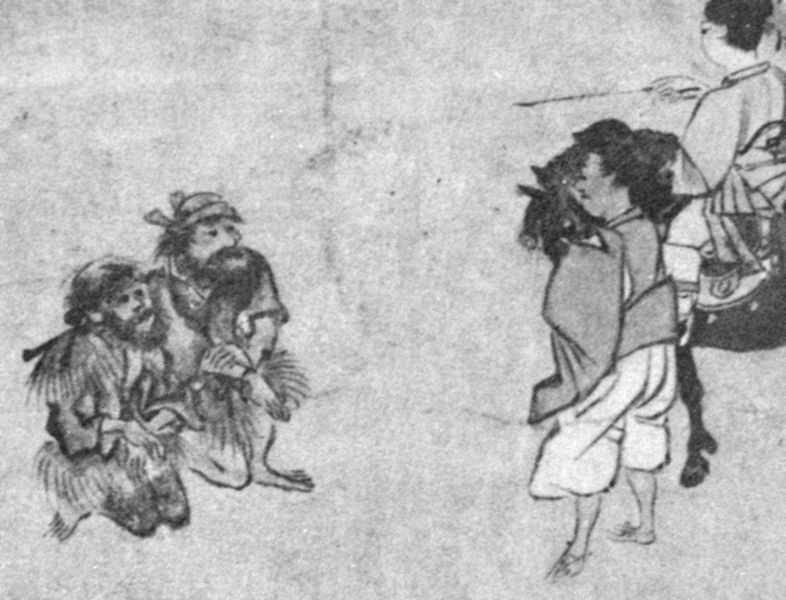
Malba Emišů vzdávajících hold princi Šótokuovi. Kopie ilustrovaného rukopisu Šotokutaiši z roku 1069 vytvořená v roce 1324

Národ Emiši představovaly různé kmeny; z některých se stali spojenci Japonců ─ ti byli označováni jako fušu a ifu ─, zatímco jiné kmeny zůstávaly vůči říši Jamato nepřátelské. Ty byly označovány výrazem iteki. Emiši žijící v severovýchodním Honšú se ve válce spoléhali na koně. Vyvinuli speciální válečnou metodu, při níž hráli významnou roli jízdní lučištníci a jejich přepady ze zálohy s rychlým stažením se zpět. Tato blesková taktika se ukázala jako velmi účinná proti tehdejší pomalejší japonské císařské armádě, která se většinou spoléhala na těžkou pěchotu. Živobytí si Emiši obstarávali především lovem a sběrem, ale i pěstováním obilnin, jako je proso a ječmen. V nedávné době se objevil i názor, že v oblastech, kde se dala snadno pěstovat rýže, se Emiši věnovali i jejímu pěstování 
První větší pokusy o podmanění lidu Emiši, jež proběhly v 8. století, byly převážně neúspěšné. Císařské armády vytvořené podle vzoru armád pevninské Číny totiž nedokázaly úspěšně čelit záškodnické taktice používané bojovníky Emiši. Poté co císařská vojska přijala a rozvinula jízdní lukostřelbu a partyzánskou taktiku používanou bojovníky Emiši, dostavily se záhy první úspěchy, což posléze vedlo ke konečné porážce Emiši. Úspěch postupné změny bitevní taktiky přišel na samém konci 8. století, přesněji v 90. letech 7. století, pod velením generála Tamuramaro ze Sakanoue (坂上 田村麻呂, 758─811).  Přijetí jízdního lučištnictva a lehké kavalerie vedlo později k rozvoji třídy samurajů. Po své porážce se Emiši buď podřídili císařským úřadům jako fušu či ifu, nebo se přesunuli dál na sever. Někteří tak doputovali až na ostrov Hokkaidó. 
V polovině 9. století dobyla říše Jamato většinu území, jež na ostrově Honšú držel lid Emiši, a příslušníci tohoto národa se stali součástí širší japonské společnosti. Nadále si však udrželi vliv na místní politiku, jelikož podmaněné, nicméně mocné emišské rody vytvořily na severu poloautonomní feudální panství (šóen). Během dvou století, jež následovaly po dobytí emišského území, se několik takových panství stalo regionálními státy, které se dostaly do sporu s ústřední císařskou vládou.
Kronika Nihonšoki z 8. století přináší popis lidu Emiši, který však pramení spíš z potřeby ospravedlnit dobyvatelskou politiku říše Jamato než ze snahy o přesný popis příslušníků tohoto národa: 
 Mezi těmito východními divochy jsou Jemiši nejmocnější. Jejich muži a ženy spolu žijí v promiskuitě. Neexistuje rozdíl mezi otcem a potomkem. V zimě žijí v dírách, v létě v hnízdech. Oblékají se do kožešin a pijí krev. Bratři se navzájem podezřívají. Při výstupu do hor, jsou jako letící ptáci, při cestě pastvinami jsou jako hbití čtvernožci. Dostane-li se jim laskavosti, zapomenou na ni, ale když jim někdo ublíží, nikdy to nezapomenou vrátit. Proto mají šípy ve vlasech a meče ukryté v oděvu. Někdy společně se svými druhy podnikají nájezdy na hranici, jindy využívají příležitosti sklizně k drancování.  Jsou-li napadeni, ukryjí se v porostu, jsou-li pronásledováni, prchají do hor. Proto nebyli již od dávných dob nikdy prodchnuti královskými civilizačními vlivy.

### Bitvy s armádou říše Jamato
Zápis v kronice Nihonšoki, který se týká vlády císaře Júrjakua, popisuje povstání emišských vojáků, kteří byli povoláni k podpoře výpravy do Koreje. Toto povstání údajně proběhlo po Júrjakuově smrti. Legendární 21. japonský císař Júrjaku by mohl být králem Wu (Bu), ale vzhledem ke skutečnosti, že k období jeho života a vlády nelze přiřadit žádná pevná data, je jeho existence nejistá a odkaz na Koreu může být anachronismem. Sestavovatelé kroniky však zjevně cítili, že zmínka o emišských jednotkách je v této souvislosti věrohodná.
V roce 658 dorazilo loďstvo generála Hirafu Abeho čítající 180 lodí do Aguty v dnešní prefektuře Akita a do Watarišimy na ostrově Hokkaidó. Hirafu Abe se spojil s agutskými, cugarskými a watarišimskými Emiši, načež společně zaútočili na osídlení Mišihasů, národa neznámého původu, a porazili je. Jde o jeden z nejstarších spolehlivých záznamů o národě Emiši. Mišihasové mohli být další etnickou skupinou, která s předky Ainuů soupeřila o Hokkaidó. Možná se jednalo o národ Nivchů. Výprava generála Hirafu Abeho byla až do 16. století nejzazším průnikem japonské císařské armády na sever, takže zdejší osídlení z pozdější doby má zřejmě na svědomí místní vládce nezávislý na jakékoli centrální kontrole.
Roku 709 byla poblíž sídla Ečigo (dnešní Akita) vybudována pevnost Ideha. To byl odvážný čin, jelikož území ležící mezi Akitou a severozápadními oblastmi Japonska nebylo pod vládní kontrolou. Odpovědí na tuto „drzost“ byl společný útok bojovníků Emiši z Ečiga a z oblasti Mičinoku (provincie Mucu) na japonské osady. Generál Iwaju Saeki byl jmenován „vojevůdcem, který bojuje proti barbarům z Ečiga“ (šógunem). Shromáždil 100 lodí z pobřežních oblastí a vojáky odvedené z východních oblastí Japonska a s tímto vojskem porazil emišské válečníky.
V roce 724 vybudoval Azumabito Óno hradní pevnost Taga poblíž dnešního Sendai. Pevnost, zamýšlená původně jako prozatímní hlavní město provincie Mucu, se stala největší administrativní pevností v severovýchodní oblasti Mičinoku. Jako „šógun pro obranu Severu“ stavěl pak Óno pevnosti přes planinu Sendai směrem k vnitrozemským horám v dnešní prefektuře Jamagata. Emišské jezdectvo, jež na tyto pevnosti útočilo, využívalo taktiku partyzánské války. Japonci však v boji proti nim využívali i jednotek tvořených vojáky z řad jejich emišských spojenců fušu a ifu.
Po dlouhém období, kdy konflikt zdánlivě uvízl na mrtvém bodě, pronikla japonská armáda, jíž velel Asakari Fudžiwara, roku 758 do oblasti dnešní severní části prefektury Mijagi a založila na řece Kitakami hrad Momonofu, a to i navzdory neustálým útokům emišských válečníků z Isawy (dnešní jižní část prefektury Iwate).

### Třicetiosmiletá válka

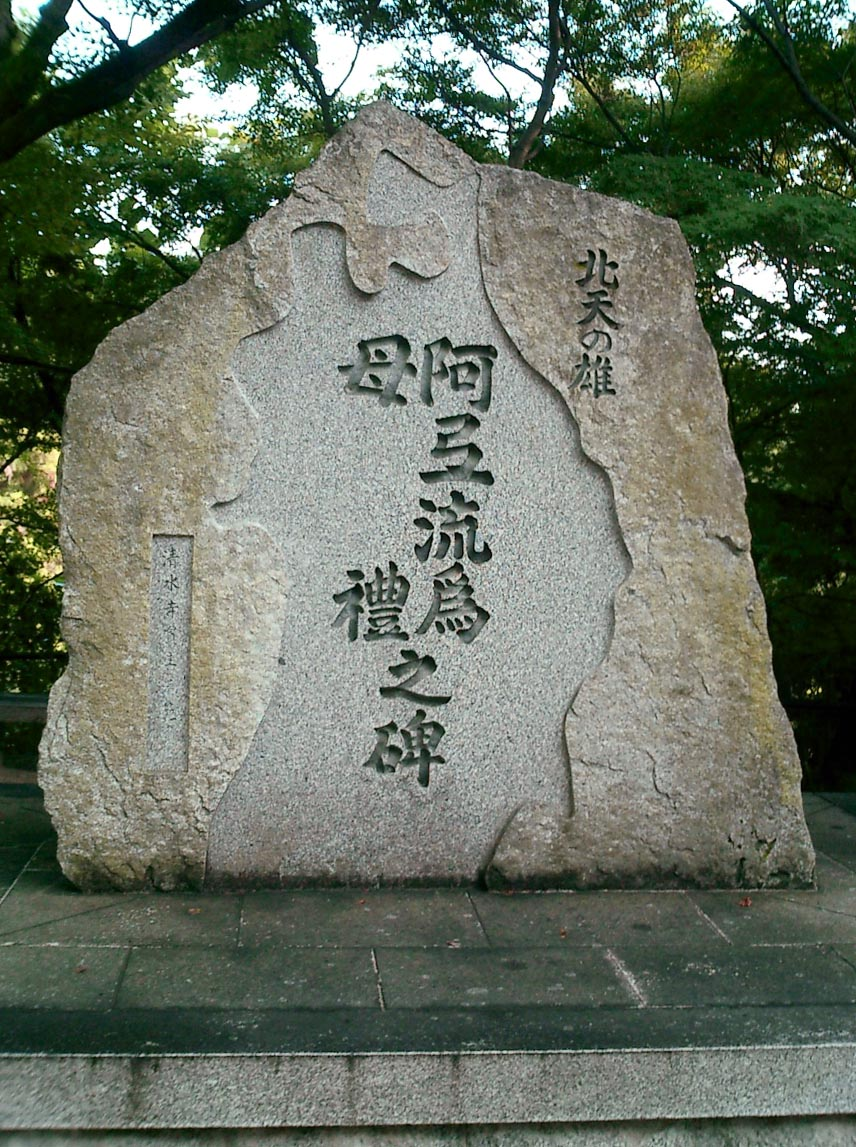
Památník na počest emišských náčelníků a generálů Ateruie a Moreho v chrámu Kijomizu-dera v Kjótu

Snaha říše Jamato rozšiřovat svoji moc dál na sever na úkor kmenů Emiši vedla v roce 773 ke konfliktu známému jako třicetiosmiletá válka.
Počátek této války poznamenalo zběhnutí části vojenských jednotek tvořených příslušníky národa Emiši ke svým kmenům. Nejvýznamnějším zběhem byl Azamaro Korehari, vysoký důstojník japonské armády, který sloužil v pevnosti Taga. Emiši podnikli rozsáhlý protiútok, během něhož nejprve rozdrtili posádku bránící hrad Momonofu a poté pokračovali zničením řady pevností vystavěných podél obranné linie vedoucí z východu na západ, jež byla vybudována předchozí generací. Neušetřili ani hrad Taga. Japonci naverbovali tisíce mužů z řad venkovského rolnického obyvatelstva, aby v řadách císařské armády bojovali proti podstatně slabším, leč mnohem odhodlanějším a pohyblivějším emišským silám. Roku 776 vyslal stát Jamato obrovskou 20tisícovou armádu proti kmenům Emiši v provincii Mucu, takzvaným Šiwa Emiši. Toto tažení však skončilo neúspěchem, ještě než Šiwa Emiši zahájili v pohoří Óu úspěšný protiútok. V roce 780 zaútočili Emiši na planinu Sendai v oblasti Tóhoku a vypálili tam japonské vesnice. Vládu říše Jamato téměř zachvátila panika, když se urychleně snažila zdanit obyvatelstvo a naverbovat další vojáky z oblasti Tóhoku.
Největším nezdarem císařské armády v bojích proti lidu Emiši byla bitva na řece Koromo v roce 789. Tehdy bylo čtyřtisícové vojsko vedené seito šógunem Ki no Kosamim rozdrceno Emiši z prefektury Iwate, jimž velel emišský generál Aterui. Tisícovka bojovníků Emiši napadla čtyřtisícovou japonskou armádu, když se u vesnice Sufuse pokoušela přebrodit řeku Kitakami. Císařská armáda při tom ztratila 1000 mužů, kteří se převážně utopili v řece. Vítězství na řece Koromo, přítoku Kitakami, bylo vrcholem úspěchů emišských vojsk.
Roku 794 se mnozí významní Šiwa Emiši stali spojenci Japonců. To znamenalo zásadní zvrat pro emišské kmeny, které s říší Jamato stále válčily. Šiwa Emiši totiž bylo velmi silné kmenové uskupení, které dokázalo úspěšně zaútočit na menší skupiny Emiši, jelikož jeho vůdci byli povýšeni do císařských hodností. Došlo tak k izolaci jedné z nejmocnějších nezávislých skupin Emiši ─ Isawské konfederace. Nově jmenovaný šógun generál Tamuramaro ze Sakanoue zaútočil v roce 801 na Isawa Emiši, přičemž vytrvale používal nově, podle emišského vzoru vycvičené jízdní lučištníky. Jeho tažení nakonec přimělo generály Ateruiho a Moreho, aby následujícího roku kapitulovali. Válka tak z větší části skončila a řada emišských kmenů se podřídila císařské vládě. Nicméně stále docházelo k různým potyčkám. Třicetiosmiletá válka tak skončila až roku 811. Kmeny Emiši žijící  na sever od řeky Kitakami byly sice stále nezávislé, ale hrozba, již představovaly pro stát Jamato, přestala po porážce Isawa Emiši v roce 802 existovat.

### Rody Abe, Kijohara a Severní Fudžiwara
Po záboru svého území se někteří emiští vůdci stali součástí oblastního systému vlády v oblasti Tóhoku, který vyvrcholil vládou rodu Severních Fudžiwarů během 12. století. Mocné rody jako právě Severní Fudžiwarové, Abeové a Kijoharové vytvořily oblastní polonezávislé státy s emišským i japonským obyvatelstvem. Avšak ještě před jejich vznikem přicházel národ Emiši postupně o svoji svébytnou kulturu, neboť se jeho příslušníci stali na svém území menšinou. 
O rodu Severních Fudžiwarů se dlouho předpokládalo, že šlo vlastně o příslušníky národa Emiši, nicméně existují jisté pochybnosti ohledně jejich původu. S největší pravděpodobností se jednalo o potomky místních japonských rodin z oblasti Tóhoku, které nebyly v příbuzenském vztahu s kjótskými Fudžiwary. Rody Abe a Kijohara byly téměř jistě japonského původu. Byly to mocné vládnoucí rody, jež se do provincií Mucu a Dewa přemístily pravděpodobně během 9. století. Tento údaj však nelze s jistotou potvrdit. Šlo zřejmě o japonské pohraniční rodiny, jež si vytvořily místní vazby s potomky spojeneckých emišských kmenů fušu a mohly být samy za fušu považovány, neboť ve zdejší oblasti žily po několik generací. Je třeba podotknout, že rod Abe zastával úřad kontrolora domorodého obyvatelstva, což dokazuje, že Emiši byli vnímáni jako skupina odlišná od ostatních Japonců, přestože není jasné, jaké povinnosti ze zmíněného úřadu vyplývaly. 
Brzy po 2. světové válce studovali vědci mumie rodiny Severních Fudžiwarů z Hiraizumi, které bylo hlavním městem Severních Fudžiwarů, o nichž se předpokládalo, že byli příbuzní s Ainuy. Badatelé však dospěli k závěru, že vládci Hiraizumi nebyli příbuzní s etnickými Ainuy, ale podobali se spíš soudobým Japoncům z Honšú. Badatelé to považovali za důkaz, že Emiši nebyli příbuzní s Ainuy. Toto zjištění podpořilo názor, že Emiši byli stejní jako jejich ostatní japonští současníci, kteří obývali severovýchod Japonska mimo říši Jamato. Nicméně důvodem pro studium Severních Fudžiwarů byl předpoklad, že tento rod byl kmenem Emiši, což se nepotvrdilo. Jednalo se o potomky severofudžiwarské větve rodů Cunekijo a Abe. Udělovali si emišské tituly, protože se stali vládci území v oblasti Tóhoku, jež dříve patřila kmenům Emiši.

## Etnické vztahy

### Emiši – Ainuové
Obecně se má za to, že Emiši byli etnicky spřízněni s národem Ainuů, který, stejně jako národ Emiši, pocházel z kmenů lidu kultury Džómon ze severního Japonska. Přesný vztah mezi nimi však zůstává nadále sporný. Mohou buď sdílet společného pre-ainuovského předka, anebo jsou emišské kmeny prostřednictvím Sacumonské kultury předky pozdějších Ainuů. Obě etnika, Emiši i Ainuové, byla historicky označována jako Ezo. Ezánská kultura severního Honšú bývá spojována právě s tímto obyvatelstvem. Později byla kolébkou Sacumonské kultury, jež byla, včetně určitého vlivu Ochotské kultury, předkem moderního národa Ainuů z ostrova  Hokkaidó. Na rozdíl od Ainuů jezdili Emiši na koních a zpracovávali železo, což ukazuje na kulturní rozdíly mezi ranými Ainuy a Emiši. Ačkoli existují určité důkazy o zemědělství (proso a rýže), byli Emiši převážně jezdci na koních, lovci, rybáři a obchodníci.
Emiši ze severního Honšú hovořili především jazykem příbuzným ainštině. Za potomky těchto Emiši, kteří k ainštině rovněž přispěli několika toponymy a přejatými slovy souvisejícími s geografií a určitými lesními a vodními zvířaty, která lovili pro místní japonsky hovořící obyvatelstvo, jsou považováni lovci jelenů a medvědů Matagi.

### Emiši – Izumo / Zúzú
Existují určité důkazy, že někteří Emiši hovořili odlišným Japonsko-rjúkjúským jazykem, nejspíš starobylým „dialektem Zúzú“, předchůdcem dnešního dialektu Tóhoku, a byli etnickou skupinou, která se lišila od Ainuů či raných Jamatů. Jednalo se zřejmě o etnické Japonce, kteří se bránili snahám říše Jamato o upevňování politické moci v raném Japonsku, pročež se spojili s jinými místními kmeny. Podobnost moderního dialektu Tóhoku s historickým dialektem Umpaku/Izumo podporuje teorii, že někteří příslušníci lidu Izumo, kteří se odmítali podřídit vládě Jamato, uprchli do oblasti Tóhoku a přidali se k národu Emiši. Navíc důkazy o tom, že někteří Emiši pěstovali rýži, podporují teorii o možné japonské složce jejich předků.